# USS Taussig (DD-746)
USS Taussig (DD-746), là một tàu khu trục lớp Allen M. Sumner được Hải quân Hoa Kỳ chế tạo trong Chiến tranh Thế giới thứ hai. Nó là chiếc tàu chiến duy nhất của Hải quân Mỹ được đặt theo tên Chuẩn đô đốc Edward D. Taussig (1847-1921), người đã tuyên bố chủ quyền đảo Wake cho Hoa Kỳ vào ngày 17 tháng 1 năm 1899, và tiếp quản Guam từ Tây Ban Nha khi kết thúc cuộc Chiến tranh Tây Ban Nha-Hoa Kỳ. Nó đã hoạt động cho đến hết Thế Chiến II, và tiếp tục phục vụ sau đó trong Chiến tranh Triều Tiên và Chiến tranh Việt Nam cho đến khi xuất biên chế năm 1970 và rút đăng bạ năm 1973. Con tàu được chuyển cho Đài Loan năm 1974, và hoạt động như là chiếc  ROCS Luo Yang (DD-14/DDG-914) cho đến khi ngừng hoạt động năm 2000 và bị tháo dỡ năm 2013. Taussig được tặng thưởng sáu Ngôi sao Chiến trận do thành tích phục vụ trong Thế Chiến II, thêm tám Ngôi sao Chiến trận trong Chiến tranh Triều Tiên, và sáu Ngôi sao Chiến trận khác trong Chiến tranh Việt Nam.

## Thiết kế và chế tạo
Taussig được đặt lườn tại xưởng tàu của hãng Bethlehem Steel Co., ở Staten Island, New York vào ngày 30 tháng 8 năm 1943. Nó được hạ thủy vào ngày 25 tháng 1 năm 1944; được đỡ đầu bởi cô Ellen M. Taussig, cháu đô đốc Taussig, và nhập biên chế tại Xưởng hải quân New York vào ngày 20 tháng 5 năm 1944 dưới quyền chỉ huy của Trung tá Hải quân Joseph A. Robbins.

## Lịch sử hoạt động

### 1944
Taussig tiếp tục được trang bị tại Xưởng hải quân New York trước khi tiến hành chuyến đi chạy thử máy huấn luyện kéo dài năm tuần đến khu vực phụ cận Bermuda. Quay trở về Xưởng hải quân New York vào ngày 13 tháng 7 để sửa chữa sau thử máy, nó lại lên đường tiếp tục huấn luyện vào ngày 18 tháng 8, lần này là tại Casco Bay, Maine. Vào ngày 25 tháng 8, con tàu khởi hành từ Boston, Massachusetts để hướng xuống phía Nam, băng qua kênh đào Panama vào ngày 1 tháng 9, ghé qua San Diego, California trong một ngày trước khi tiếp tục hành trình về phía Tây để đi đến Trân Châu Cảng. Sau khi trải qua sáu ngày huấn luyện tại khu vưc quần đảo Hawaii, nó cùng Hải đội Khu trục 61 rời Trân Châu Cảng vào ngày 28 tháng 9, đi ngang qua Eniwetok trước khi đến Ulithi, nơi nó trình diện để phục vụ cùng Đệ Tam hạm đội vào ngày 19 tháng 10. Nó được phân về Lực lượng Đặc nhiệm 38, lực lượng tàu sân bay nhanh của hạm đội.
Trong thời gian còn lại của tháng 10, Taussig hoạt động canh phòng cho tàu sân bay trong vùng biển Philippines để tìm kiếm và giải cứu những phi công bị bắn rơi trong các phi vụ hỗ trợ cho cuộc đổ bộ lên Leyte. Sang đầu tháng 11, nó gia nhập thành phần hộ tống cho Lực lượng Đặc nhiệm 38 trong các hoạt động tiếp theo tại Philippine. Nó chịu đựng cùng số phận với các tàu chiến khác thuộc Đệ Tam hạm đội khi phải trải qua cơn bão Cobra vào tháng 12, vốn đã đánh chìm ba tàu khu trục và gây hư hại đáng kể cho nhiều tàu chiến khác.

### 1945
Những đợt càn quét nhằm chuẩn bị cho cuộc đổ bộ tiếp theo lên vịnh Lingayen thuộc Luzon được bắt đầu vào cuối tháng 12, 1944 và kéo dài sang tận đầu tháng 1, 1945. Vào ngày 8 tháng 1, lực lượng đặc nhiệm tàu sân bay nhanh bắt đầu một đợt càn quét khác lên các cảng chung quanh biển Đông. Taussig đã hoạt động hộ tống cho các tàu sân bay khi máy bay của chúng không kích xuống các căn cứ Nhật Bản tại Đông Dương thuộc Pháp, đảo Hải Nam, dọc bờ biển Nam Trung Quốc và Đài Loan, kết thúc bằng nhiệm vụ trinh sát hình ảnh những mục tiêu tại Okinawa. Lực lượng rút lui qua eo biển Balintang vào ngày 20 tháng 1 để quay trở lại biển Philippine, và về đến Ulithi vào ngày 23 tháng 1.
Ba ngày sau, Lực lượng Đặc nhiệm 38 đổi tên thành Lực lượng Đặc nhiệm 58 khi Đô đốc Raymond Spruance thay phiên cho Đô đốc William F. Halsey để chỉ huy hạm đội, giờ đây là Đệ Ngũ hạm đội. Các tàu sân bay lại khởi hành từ vũng biển Ulithi vào ngày 10 tháng 2, và Taussig hộ tống cho Đội đặc nhiệm 58.1 hướng lên phía Bắc tham gia cuộc không kích, vốn là cuộc không kích trực tiếp bằng tàu sân bay đầu tiên lên chính quốc Nhật Bản kể từ cuộc Không kích Doolittle huyền thoại vào tháng 4, 1942. Sáng ngày 16 tháng 2, Lực lượng Đặc nhiệm 58 đi đến một vị trí cách khoảng 125 nmi (232 km) về phía Đông Nam Tokyo. Chiếc tàu khu trục đã hộ tống chống tàu ngầm cho các tàu sân bay khi chúng tung ra các đợt không kích xuống khu vực phụ cận Tokyo và các mục tiêu khác trên đảo Honshū.
Sau một lượt không kích khác vào sáng ngày 17 tháng 2, Lực lượng Đặc nhiệm 58 chuyển hướng xuống phía Nam để hướng đến Iwo Jima. Trong khi hai đội đặc nhiệm tàu sân bay nhanh trực tiếp hỗ trợ cho cuộc đổ bộ vào ngày 19 tháng 2, ở một vị trí xa hơn về phía Nam tuần tra chống tàu ngầm để bảo vệ cho hoạt động tiếp nhiên liệu giữa Đội đặc nhiệm 50.8 và ba đội đặc nhiệm tàu sân bay khác. Đang khi tuần tra, nó bắt được tín hiệu sonar của một mục tiêu tàu ngầm và đã tấn công bằng mìn sâu, nhưng không thể xác định đã tiêu diệt được tàu ngầm đối phương hay không.
Lực lượng Đặc nhiệm 58 rời khu vực quần đảo Volcano vào ngày 22 tháng 2 để tiếp nối hoạt động không kích xuống chính quốc Nhật Bản; tuy nhiên hoàn cảnh thời tiết xấu đã ngăn trở kế hoạch ném bom xuống Tokyo và Nagoya, vốn được dự tính vào các ngày 25 và 26 tháng 2 tương ứng. Vì vậy Taussig tháp tùng các tàu sân bay di chuyển theo hướng Tây Nam để không kích xuống Okinawa vào ngày 1 tháng 3. Sang ngày hôm sau, nó tham gia cùng các tàu tuần dương hạng nhẹ Vincennes (CL-64), Miami (CL-89), San Diego (CL-53) và Hải đội Khu trục 61 trong hoạt động bắn phá Oki Daitō. Lực lượng quay trở về Ulithi hai ngày sau đó.
Taussig rời vũng biển Ulithi vào ngày 14 tháng 3 để tháp tùng các tàu sân bay nhanh trong một đợt không kích khác xuống Nhật Bản; mục tiêu lần này là Kyūshū, đảo cực Nam của các đảo chính quốc, nhằm mục đích vô hiệu hóa các sân bay vốn có thể sử dụng làm nơi xuất phát các cuộc tấn công cảm tử Kamikaze. Trong cuộc không kích vào ngày 18 và 19 tháng 3, máy bay từ tàu sân bay cũng nhắm vào những tàu chiến đối phương neo đậu tại Kure, Hiroshima, gây hư hại cho các tàu sân bay Ryūhō và Amagi cũng như cho thiết giáp hạm Yamato. Taussig đã giúp bắn rơi hai máy bay đối phương vào ngày 18 tháng 3, rồi sang ngày hôm sau đã hộ tống cho Lực lượng Đặc nhiệm 58 rút lui khỏi khu vực phụ cận Kyūshū, sau các đợt không kích tự sát Kamikaze ồ ạt của đối phương. Nó tiếp tục bảo vệ cho các tàu sân bay chống lại các đợt tấn công lẻ tẻ trong ngày 20 tháng 3, và sau khi lực lượng đặc nhiệm bố trí lại đội hình vào ngày 22 tháng 3, nó được phân công hộ tống cho Đội đặc nhiệm 58.1 trong đợt không kích kéo dài một tuần xuống Okinawa vào cuối tháng 3.
Vào ngày 1 tháng 4, Trận Okinawa chính thức mở màn khi binh lính tấn công lên các bãi đổ bộ, và Lực lượng Đặc nhiệm 58 đã hỗ trợ cho chiến dịch này trong suốt ba tháng tiếp theo, vốn đặc biệt về sự kháng cự bằng không lực rất mạnh của đối phương, đặc biệt là các cuộc tấn công tự sát. Taussig di chuyển đến ngoài khơi Okinawa để bảo vệ phòng không và chống tàu ngầm cho các tàu sân bay. Vào ngày 6 tháng 4, một máy bay tiêm kích lục quân Nakajima Ki-43 "Oscar" đã ném một quả bom suýt trúng con tàu; nó đáp trả bằng hỏa lực phòng không, nhưng máy bay tuần tra chiến đấu trên không (CAP) hải quân cuối cùng đã bắn hạ kẻ tấn công. Trong đêm 15-16 tháng 4, các khẩu pháo của nó bắn hạ hai máy bay ném bom, rồi một ngày sau đó lại tiếp tục bắn rơi hai máy bay tấn công tự sát và trợ giúp cho lực lượng CAP tiêu diệt một máy bay ném bom hai động cơ Yokosuka P1Y "Frances". Đến ngày 21 tháng 4, nó phối hợp cùng tàu tuần dương hạng nhẹ San Juan (CL-54) và Hải đội Khu trục 61 trong hoạt động bắn phá Minamidaitō.
Taussig cùng Đội đặc nhiệm 58.1 quay trở lại Ulithi vào cuối tháng 4, và ở lại đây cho đến ngày 8 tháng 5, khi nó rời vũng biển để một lần nữa đi đến khu vực chiến sự Okinawa. Nó hộ tống cho các tàu sân bay nhanh thuộc Đội đặc nhiệm 58.1 trong khi máy bay của chúng hỗ trợ cho cuộc chiến trên bộ tại Okinawa. Vai trò chính của con tàu là hộ tống chống tàu ngầm, nhưng những máy bay tấn công tự sát từ trên không mới là mối đe dọa chính của hạm đội. Vào ngày 25 tháng 5, nó góp công vào việc bắn rơi ba máy bay đối phương khi những điều phối viên vô tuyến đã dẫn đường cho máy bay CAP đánh chặn thành công.
Ba ngày sau đó, Đô đốc William F. Halsey lại thay phiên chỉ huy hạm đội cho Đô đốc Raymond Spruance, nên Đệ ngũ Hạm đội trở lại mang tên Đệ tam Hạm đội. Taussig tiếp tục phục vụ cùng Đội đặc nhiệm 38.1, và vào đầu tháng 6 tiếp tục hộ tống cho các tàu sân bay nhanh ngoài khơi Okinawa thực hiện các phi vụ tiêu diệt những sự kháng cự cuối cùng trên đảo này, và không kích các sân bay trên đảo Kyūshū. Nó cùng Lực lượng Đặc nhiệm 38 đi xuống phía Nam, đến vịnh Leyte vào ngày 13 tháng 6 để chuẩn bị cho cuộc đổ bộ sau cùng lên các đảo chính quốc Nhật Bản, Chiến dịch Downfall.
Vào ngày 1 tháng 7, Taussig khởi hành cùng Lực lượng Đặc nhiệm 38 cho hoạt động tác chiến cuối cùng trong Thế Chiến II. Trong một tháng rưỡi tiếp theo, nó di chuyển ngoài khơi các đảo chính quốc Nhật Bản hộ tống cho tàu sân bay trong khi máy bay ném bom xuống những mục tiêu tại Kyūshū, Honshū và Hokkaidō. Trong đêm 22-23 tháng 7, nó cùng Hải đội Khu trục 61 tiến hành một đợt càn quét tàu bè sát bờ biển Honshū, đụng độ với một đoàn tàu vận tải Nhật Bản bao gồm bốn chiếc, và đã đánh chìm tất cả bằng hải pháo và ngư lôi. Các hoạt động không lực và càn quét tiếp tục cho đến ngày 15 tháng 8, khi Nhật Bản chấp nhận đầu hàng kết thúc cuộc xung đột.

### 1946 - 1950

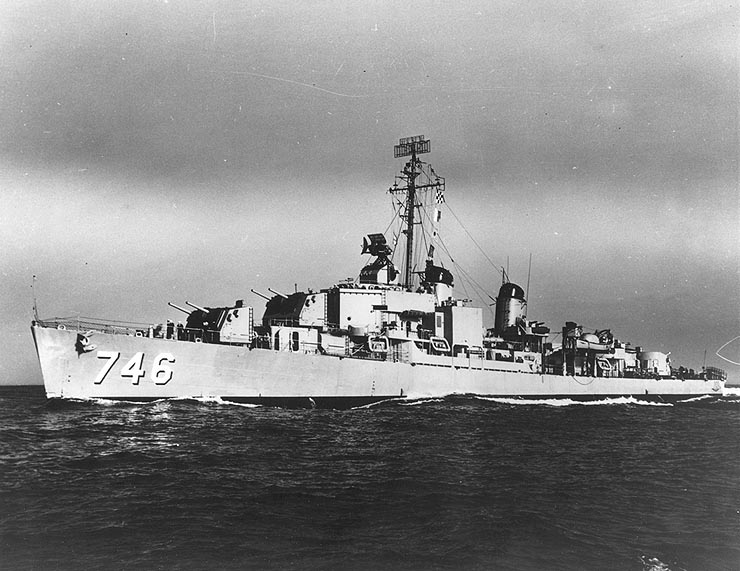
Taussig trên đường đi, vào khoảng cuối thập niên 1940 hay đầu thập niên 1950.

Taussig tiếp tục ở lại khu vực Viễn Đông ít lâu sau khi lễ ký kết văn kiện đầu hàng diễn ra vào ngày 2 tháng 9 trên thiết giáp hạm Missouri (BB-63), đang neo đậu trong vịnh Tokyo. Nó lên đường quay trở về Hoa Kỳ vào tháng 10, và được sửa chữa tại Seattle, Washington, ở lại đây cho đến ngày 1 tháng 2, 1946 khi nó lên đường cho một lượt hoạt động dọc theo bờ biển Trung Quốc. Đến tháng 3, 1947, nó quay trở về vùng bờ Tây, đi đến San Diego, California, và phục vụ như một tàu huấn luyện tại Monterey, California. Trong ba năm tiếp theo, chiếc tàu khu trục thực hiện những chuyến đi thực tập dọc theo vùng bờ Tây, thỉnh thoảng có những chuyến đi thực hành cho nhân sự thuộc Hải quân Dự bị Hoa Kỳ.

### Chiến tranh Triều Tiên
Kết thúc vai trò huấn luyện vào năm 1950, Taussig khởi hành từ San Diego vào ngày 1 tháng 5 để hướng sang khu vực Tây Thái Bình Dương, có chặng dừng trong vài ngày để huấn luyện và nghỉ ngơi tại quần đảo Hawaii trước khi tiếp tục hành trình. Nó lên đường vào ngày 1 tháng 6, hướng đến Samar thuộc Philippines.
Không đầy một tháng sau đó, chiến tranh bùng nổ tại Viễn Đông do việc quân đội Bắc Triều Tiên tấn công xuống lãnh thổ Nam Triều Tiên. Chỉ trong vòng 48 giờ, Taussig, lúc này đang phối thuộc cùng Đội khu trục 92 trực thuộc Đệ thất Hạm đội, được huy động vào vai trò hộ tống cho các tàu sân bay thuộc Lực lượng Đặc nhiệm 77 trong biển Nhật Bản, trong khi máy bay từ tàu sân bay hỗ trợ cho trận chiến trên bộ của quân đội Hàn Quốc chống lại lực lượng Cộng sản. Nó làm nhiệm vụ này cho đến đầu tháng 7, khi con tàu viếng thăm vịnh Buckner, Okinawa và đến Cơ Long, Đài Loan trước khi quay trở lại vùng chiến sự vào ngày 11 tháng 7.
Trong sáu tháng tiếp theo sau, Taussig hoạt động ở cả hai phía bờ biển của bán đảo Triều Tiên, thường là trong thành phần một đội đặc nhiệm hình thành chung quanh các tàu sân bay hộ tống Sicily (CVE-118) và Badoeng Strait (CVE-116). Nó trải qua hầu hết thời gian ngoài biển, tham gia các chiến dịch tại Inchon, Pohang và Wonsan. Vào cuối tháng 12, nó tham gia hoạt động triệt thoái khỏi Wonsan. Đến đầu năm 1951, chiếc tàu khu trục quay trở về vùng bờ Tây, và trải qua một đợt đại tu kéo dài ba tháng tại Xưởng hải quân San Francisco. Sau khi rời xưởng tàu, nó huấn luyện tại khu vực San Diego nhằm chuẩn bị cho lượt phục vụ tiếp theo tại vùng chiến sự.
Taussig khởi hành vào ngày 27 tháng 8 để đi sang Viễn Đông, ghé qua Trân Châu Cảng, Midway và Nhật Bản trước khi đi đến ngoài khơi bờ biển Triều Tiên, nơi nó gia nhập Lực lượng Đặc nhiệm 95, Lực lượng Phong tỏa và Hộ tống Liên Hợp Quốc, vào ngày 20 tháng 9. Trong các hoạt động tiếp theo cùng lực lượng này kéo dài cho đến ngày 2 tháng 10, nó viếng thăm Pusan và tiến hành bắn phá bờ biển gần sông Hán và gần Songjin. Từ ngày 2 tháng 10 đến ngày 2 tháng 11, nó hộ tống cho các tàu sân bay thuộc Lực lượng Đặc nhiệm 77. Từ ngày 3 đến ngày 23 tháng 11, chiếc tàu khu trục tham gia các hoạt động tìm-diệt tàu ngầm cùng các đơn vị Hải quân Cộng hòa Hàn Quốc trước khi hướng xuống phía Nam, và hoạt động tuần tra eo biển Đài Loan trong một tháng tiếp theo.
Taussig trải qua kỳ nghỉ lễ Giáng Sinh trong cảng Sasebo, Nhật Bản trước khi gia nhập trở lại Lực lượng Đặc nhiệm 95 vào ngày 26 tháng 12. Nó tiếp tục hoạt động trong một tháng tiếp theo, chủ yếu trong nhiệm vụ bắn phá bờ biển và bắn pháo sáng chiếu sáng ban đêm dọc theo bờ biển phía Tây Triều Tiên. Sau một lượt nghỉ ngơi và bảo trì tại Yokosuka, Nhật Bản, chiếc tàu khu trục lại tiếp tục hoạt động từ ngày 7 tháng 2, 1952, hộ tống cho các tàu sân bay thuộc Lực lượng Đặc nhiệm 77 cho đến ngày 24 tháng 4, khi nó rời khu vực Viễn Đông quay trở về Hoa Kỳ.
Taussig về đến San Diego vào ngày 11 tháng 5, và sau một tháng bảo trì và nghỉ ngơi, nó tiếp tục hoạt động huấn luyện cho đến ngày 1 tháng 10, khi nó đi vào Xưởng hải quân Mare Island để sửa chữa. Con tàu quay trở lại San Diego vào giữa tháng 11, và đến ngày 20 tháng 11 lại lên đường hướng sang Viễn Đông cho lượt bố trí thứ ba tại Triều Tiên. Nó đi đến Yokosuka vào ngày 22 tháng 12, rồi lên đường bốn ngày sau đó tham gia thành phần hộ tống cho các tàu sân bay của Lực lượng Đặc nhiệm 77. Trong sáu tháng tiếp theo sau, nó luân phiên nhiệm vụ hộ tống và canh phòng máy bay cho tàu sân bay với nhiệm vụ tuần tra và bắn phá trong thành phần Lực lượng Hộ tống và Bắn phá (Lực lượng Đặc nhiệm 95), cũng như trong thành phần đội tìm-diệt tàu ngầm và nhiệm vụ tuần tra eo biển Đài Loan.

### 1953 - 1964

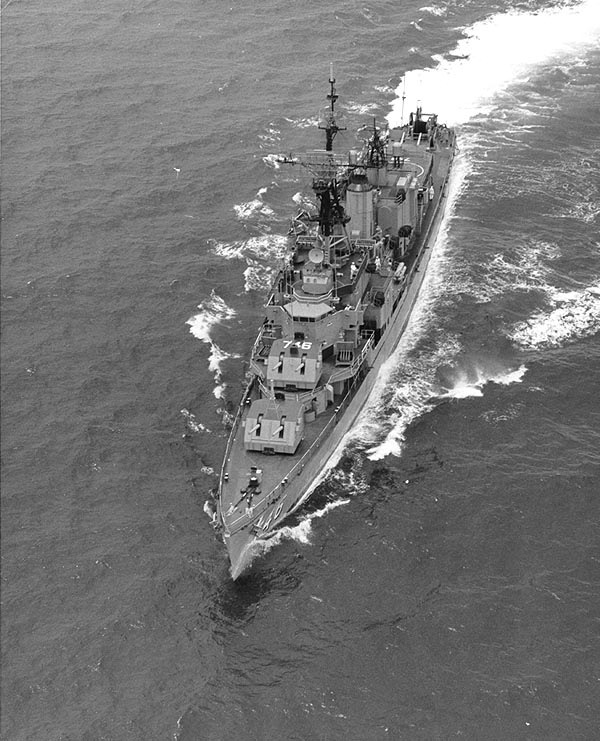
Taussig trên đường đi ngoài khơi bờ biển Oahu, 10 tháng 5, 1963.

Vào ngày 4 tháng 7, 1953, Taussig lên đường quay trở về nhà, vào thời điểm mà cuộc Chiến tranh Triều Tiên đã đi vào thế giằng co mà không bên nào chiếm được ưu thế rõ rệt. Trong một thập niên tiếp theo, chiếc tàu khu trục còn có tám lần được phái sang khu vực Tây Thái Bình Dương; và cho dù vẫn tiếp tục hoạt động tuần tra trong khu vực xung đột trước đây, nó hầu như chuyển sang những hoạt động huấn luyện trong thời bình và biểu dương lực lượng. Giữa đợt bố trí thứ bảy và thứ tám, vào ngày 22 tháng 1, 1962, nó đi vào Xưởng hải quân Long Beach và trải qua một đợt nâng cấp kéo dài chín tháng, trong khuôn khổ Chương trình Hồi sinh và Hiện đại hóa Hạm đội (FRAM: Fleet Rehabilitation and Modernization), khi những cảm biến và vũ khí chống tàu ngầm được hiện đại hóa hay bổ sung đáng kể.
Hoàn tất việc nâng cấp vào ngày 11 tháng 10, Taussig hoạt động huấn luyện thường lệ tại chỗ dọc theo vùng bờ Tây, trước khi được phái sang Viễn Đông lượt tiếp theo từ tháng 4 đến tháng 12, 1963. Sau khi quay trở về, nó lại hoạt động tại vùng bờ Tây cho đến tháng 10.

### Chiến tranh Việt Nam
Taussig rời cảng San Diego vào ngày 23 tháng 10, 1964 cho một lượt bố trí hoạt động khác tại khu vực Tây Thái Bình Dương. Nó hoạt động tại vùng biển quần đảo Hawaii cho đến lễ Giáng Sinh, rồi tiếp tục hành trình đi sang phía Tây. Đến ngày 6 tháng 1, 1965, nó gia nhập một đơn vị đặc nhiệm được hình thành chung quanh tàu sân bay Constellation (CV-64) ngoài khơi bờ biển Nhật Bản, và bắt đầu phục vụ cùng Đệ Thất hạm đội. Trong lượt hoạt động này, lần đầu tiên nó nhận nhiệm vụ ngoài khơi bờ biển Việt Nam, nơi cuộc chiến tranh ngày càng ác liệt do phía Hoa Kỳ leo thang sự can thiệp tại đất nước này. Tuy nhiên, chiếc tàu khu trục chỉ có một đợt hoạt động ngắn tại Trạm Yankee trong tháng 3, vì nó dành phần lớn thời gian của đợt bố trí cho hoạt động huấn luyện và tuần tra thời bình, bao gồm một chuyến tuần tra tại eo biển Đài Loan.
Taussig rời khu vực Viễn Đông vào ngày 2 tháng 5, 1965 để quay trở về Hoa Kỳ, và sau một chặng dừng tại Trân Châu Cảng, nó về đến San Diego vào ngày 24 tháng 5. Con tàu đi vào Xưởng hải quân Long Beach vào ngày 24 tháng 7 để bắt đầu đợt đại tu theo định kỳ, hoàn tất vào ngày 8 tháng 11. Sau một tháng nghỉ ngơi và thực tập, nó lên đường vào ngày 3 tháng 1, 1966 cho một lượt huấn luyện ôn tập, rồi lại trở vào Xưởng hải quân Long Beach vào ngày 12 tháng 2 để sửa chữa thiết bị sonar, kéo dài mất ba tuần.
Sau những đợt huấn luyện và thực hành bắn phá bờ biển, Taussig khởi hành từ cảng San Diego vào ngày 20 tháng 4 để quay trở lại khu vực Viễn Đông, nơi nó hỗ trợ hỏa lực hải pháo cho cuộc chiến của lực lượng Hoa Kỳ trên bờ. Ghé qua Trân Châu Cảng từ ngày 26 đến ngày 28 tháng 4, nó tiếp tục hành trình ngang qua Guam và Philippines để nhận nhiệm vụ ngoài khơi bờ biển Việt Nam. Nó rời Căn cứ Hải quân vịnh Subic vào ngày 26 tháng 5 để hướng sang Việt Nam, nhưng sang ngày hôm sau đã được lệnh đổi hướng để tham gia hoạt động tìm kiếm và cứu nạn những phi công bị rơi do ảnh hưởng của cơn bão Judy. Đến ngày 1 tháng 6, nó đi đến khu vực chiến sự dọc theo bờ biển Việt Nam để hỗ trợ hỏa lực cho cuộc chiến trên bộ. Từ đó cho đến tháng 10, nó luân phiên nhiệm vụ hỗ trợ hải pháo với vai trò canh phòng máy bay cho tàu sân bay Constellation ngoài khơi Nam Việt Nam.
Sau mười ngày nghỉ ngơi tại vịnh Subic, Taussig lên đường vào ngày 9 tháng 10 hướng xuống phía đễ tham Chiến dịch "Swordhilt". Nó được tiếp nhiên liệu tại đảo Manus vào ngày 15 tháng 10, và sang ngày hôm sau đã tham gia cùng những tàu chiến của Hải quân Hoàng gia Australia, New Zealand và Anh Quốc trong cuộc tập trận kéo dài 11 ngày, nơi các hoạt động phòng thủ chống tàu ngầm và phòng không được nhấn mạnh. Sau khi cuộc tập trận kết thúc, con tàu viếng thăm Australia, tuy nhiên chuyến viếng thăm hữu nghị đến Melbourne, Victoria bị cắt ngắn khi nó nhận lệnh của Tư lệnh Đệ Thất hạm đội vào ngày 4 tháng 11, lên đường hỗ trợ cho tàu ngầm Tiru (SS-416) bị mắc cạn tại dãi san hô Frederick cách khoảng 300 mi (480 km) về phía Đông Bắc Australia. Nó hộ tống chiếc tàu ngầm bị hư hại đi đến cảng Brisbane, Queensland vào ngày 7 tháng 11, rồi lên đường hai ngày sau đó để quay trở về Hoa Kỳ. Chiếc tàu khu trục ghé qua Suva, Fiji trên đường đi và về đến San Diego vào ngày 25 tháng 11.
Taussig trải qua một năm tiếp theo hoạt động tại chỗ từ San Diego. Nó tiến hành các đợt huấn luyện chống tàu ngầm trong hai tuần đầu của tháng 1, 1967, rồi được sửa chữa lườn tàu tại Xưởng hải quân Long Beach. Sang đầu tháng 2, nó thực hành chống tàu ngầm cùng các tàu khu trục Lofberg (DD-759) và Chevalier (DD-805) cùng các tàu ngầm Scamp (SSN-588) và Pomfret (SS-391), rồi đi vào cảng San Diego để được bảo trì từ ngày 11 đến ngày 24 tháng 2. Đến tháng 3, nó viếng thăm Acapulco, Mexico, rồi quay trở về San Diego vào ngày 23 tháng 3. Vào ngày 31 tháng 3, chiếc tàu khu trục đi vào Xưởng hải quân Long Beach, nơi nó lại được sửa chữa lườn tàu trong một tháng, và quay trở lại San Diego vào ngày 4 tháng 5. Trong tháng 6 và tháng 7, nó đón lên tàu những học viên sĩ quan thuộc Hải quân Dự bị Hoa Kỳ cho chuyến đi thực tập mùa Hè, tiến hành thực tập tác xạ tại khu vực đảo San Clemente và thực hành chống tàu ngầm cùng Lofberg, Chevalier, Frank Knox (DD-742) và Raton (AGSS-270). Nó tiễn học viên sĩ quan rời tàu vào ngày 3 tháng 8, rồi quay trở lại khu vực đảo San Clemente thực hành tác xạ hải pháo cùng các trinh sát pháo binh Thủy quân Lục chiến. Trong thời gian còn lại của năm, nó tham gia những đợt thực hành huấn luyện, chủ yếu là chống tàu ngầm, dọc theo vùng bờ Tây.
Vào đầu tháng 12, Taussig đi đến San Diego cho những chuẩn bị sau cùng cho lượt biệt phái tiếp theo. Nó cùng Đội Chống tàu ngầm 1 rời San Diego vào ngày 28 tháng 12 để hướng sang khu vực Tây Thái Bình Dương ngang qua khu vực quần đảo Hawaii. Đi đến Trân Châu Cảng vào ngày 6 tháng 1, 1968, lực lượng tạm dừng tại đây trong một tuần để thực hành chống tàu ngầm, tiếp liệu và nghỉ ngơi trước khi tiếp tục hành trình đi Yokosuka, Nhật Bản. Tuy nhiên, lúc đang trên đường đi, do sự kiện Hải quân Bắc Triều Tiên bắt giữ tàu do thám Pueblo (AGER-2) vào ngày 23 tháng 1, Đội Chống tàu ngầm 1 được lệnh chuyển hướng đến vùng biển Nhật Bản, và chiếc tàu khu trục đã cùng đồng đội tuần tra tại vùng biển này từ ngày 29 tháng 1, vào lúc căng thẳng gia tăng do mâu thuẫn với Bắc Triều Tiên.
Taussig rời vùng biển Nhật Bản vào ngày 1 tháng 3, đi đến vịnh Subic để bảo trì trong ba ngày. Nó rời vào ngày 12 tháng 3 để đảm nhiệm vai trò hỗ trợ hải pháo ngoài khơi bờ biển Việt Nam, và hai ngày sau đó đã thay phiên cho tàu khu trục Cone (DD-866) đảm nhiệm trực chiến tại khu vực trách nhiệm của Quân đoàn III ngoài khơi bờ biển Nam Việt Nam. Chiều tối ngày hôm đó 14 tháng 3, nó đã bắn hải pháo hỗ trợ cho lực lượng chiến đấu trên bộ. Sau khi được tàu khu trục Prichett (DD-561) thay phiên vào ngày 1 tháng 4, nó lên đường đi Cao Hùng, Đài Loan để bảo trì, đến nơi vào ngày 4 tháng 4. Chiếc tàu khu trục rời cảng vào ngày 15 tháng 4 để quay trở lại vùng biển Việt Nam, tham gia thành phần hộ tống cho tàu sân bay Bon Homme Richard (CV-31) trong vịnh Bắc Bộ.
Sau năm ngày phục vụ trong vai trò canh phòng máy bay cho tàu sân bay, Taussig tách ra để đi đến khu vực của Quân đoàn III tại Nam Việt Nam, nơi nó làm nhiệm vụ hỗ trợ hải pháo trong ba ngày. Nó gia nhập trở lại Đội Chống tàu ngầm 1 vào ngày 23 tháng 4, và sau một chuyến viếng thăm Hong Kong kéo dài năm ngày, nó thực hành chống tàu ngầm tại khu vực phụ cận Philippines trên đường quay trở lại Trạm Yankee trong vịnh Bắc Bộ. Chiếc tàu khu trục trải qua phần lớn tháng 5 phục vụ canh phòng máy bay cho các tàu sân bay Yorktown (CV-10) và Kitty Hawk (CV-63), và đến ngày 26 tháng 5 đã lên đường hướng đến Port Swettenham, Malaysia, đến nơi vào ngày 29 tháng 5. Nó trở ra khơi vào ngày 2 tháng 6, và trở lại khu vực chiến sự tại vịnh Bắc Bộ ba ngày sau đó.
Sau 12 ngày làm nhiệm vụ canh phòng máy bay, Taussig lên đường đi Sasebo cho chặng đầu tiên trong hành trình quay trở về nhà. Nó rời Sasebo vào ngày 21 tháng 6, cùng với Yorktown và phần còn lại của Đội chống tàu ngầm 1, thực hiện chuyến đi quay trở về khu vực bờ biển California. Nó đi đến San Diego vào ngày 5 tháng 7, nghỉ ngơi tại cảng này trong sáu tuần trước khi lên đường vào ngày 21 tháng 8, đi đến Xưởng hải quân Hunter Point, San Francisco để được đại tu. Công việc trong xưởng tàu hoàn tất vào ngày 26 tháng 11, và nó rời San Francisco để quay trở lại San Diego, ở lại cảng cho đến hết năm 1968.
Taussig trải qua những tuần lễ đầu năm 1969 để chuẩn bị, và tiến hành huấn luyện ôn tập từ ngày 14 tháng 2, tiến hành thanh tra, thực hành, cơ động và tập trận trong sáu tuần lễ tiếp theo sau. Nó quay trở lại hoạt động thường lệ tại San Diego từ ngày 28 tháng 3, rồi khởi hành từ cảng này cùng các tàu khu trục Halsey (DLG-23), Herbert J. Thomas (DD-833), Prichett, John R. Craig (DD-885) và Hamner (DD-718) vào ngày 4 tháng 6 để hướng sang Viễn Đông. Hải đội có chặng dừng để tiếp nhiên liệu tại Trân Châu Cảng trước khi tiếp tục hành trình hướng sang Nhật Bản, đi đến Yokosuka vào ngày 21 tháng 6.
Taussig lên đường hướng sang Việt Nam hai ngày sau đó, đi đến ngoài khơi Vũng Tàu vào ngày 28 tháng 6. Từ ngày 29 tháng 6 đến ngày 15 tháng 7, nó bắn hải pháo hỗ trợ cho hoạt động tác chiếc của lực lượng trên bộ tại khu vực trách nhiệm của Quân đoàn 4 ở Nam Việt Nam. Con tàu lên đường đi Cao Hùng, Đài Loan cho một đợt nghỉ ngơi ngắn chỉ có hai ngày, rồi tiếp tục đi sang Nhật Bản. Sau khi được bảo trì cặp bên mạn tàu sửa chữa Ajax (AR-6) tại Sasebo, nó đi vào biển Nhật Bản vào ngày 4 tháng 8 để tập trận phối hợp cùng Benjamin Stoddert (DDG-22) và Halsey. Nó lên đường đi Hong Kong vào ngày 24 tháng 8, và đến nơi vào ngày 28 tháng 8.
Taussig rời Hong Kong năm ngày sau đó để quay trở lại vùng chiến sự, lần này hoạt động tại khu vực trách nhiệm của Quân đoàn 1 sát khu phi quân sự. Vào ngày 3 tháng 9, nó hỗ trợ cho cuộc đổ bộ phối hợp của lực lượng Hoa Kỳ và Hàn Quốc tại vị trí cách khoảng 20 mi (32 km) về phía Nam Đà Nẵng, và sau đó tiếp tục hỗ trợ hỏa lực cho Chiến dịch "Defiant Stand" cho đến khi được thay phiên vào ngày 21 tháng 9. Nó lên đường đi Philippines, được sửa chữa tại vịnh Subic, rồi cùng tàu sân bay Hancock (CV-19) khởi hành vào ngày 2 tháng 10 để quay trở lại vùng chiến sự. Nó phục vụ canh phòng máy bay cho Hancock trong vịnh Bắc bộ cho đến ngày 11 tháng 10, khi nó lên đường đi Yokosuka.
Taussig tiếp tục ở lại vùng biển Nhật Bản từ ngày 16 đến ngày 19 tháng 10 trước khi bắt đầu hành trình quay trở về nhà; tuy nhiên nó buộc phải quay trở lại Yokosuka để né tránh một cơn bão. Lại lên đường vào ngày 24 tháng 10 và đi ngang qua Midway và Trân Châu Cảng, nó về đến San Diego vào ngày 7 tháng 11. Con tàu được nghỉ ngơi và bảo trì, rồi sang đầu năm 1970 được trang bị bổ sung hai khẩu pháo. Sang tháng 4, nó đi vào Xưởng hải quân Long Beach để trang bị một vòm sonar mới, rồi tiếp tục hoạt động huấn luyện nhằm chuẩn bị cho kế hoạch được cử sang Viễn Đông vào tháng 7. Tuy nhiên kế hoạch này bị hủy bỏ, và con tàu chuẩn bị để ngừng hoạt động.
Từ tháng 8 đến tháng 12, thủy thủ đoàn của Taussig chuẩn bị để con tàu xuất biên chế. Nó chính thức xuất biên chế tại San Diego vào ngày 1 tháng 12, 1970, và neo đậu cùng Đội San Diego, Hạm đội Dự bị Thái Bình Dương. Tên nó được cho rút khỏi danh sách Đăng bạ Hải quân vào ngày 1 tháng 9, 1973.

### ROCSLo Yang(DD-14/DDG-914)
Con tàu được bán cho Đài Loan vào ngày 6 tháng 5, 1974, và tiếp tục phục vụ cùng Hải quân Trung Hoa dân quốc như là chiếc ROCS Lo Yang (DD-14), sau đổi ký hiệu lườn thành DDG-914. Sau khi con tàu ngừng hoạt động vào năm 2000, đã có kế hoạch chuyển Lo Yang thành một tàu bảo tàng vào khoảng năm 2004, nhưng cuối cùng con tàu bị tháo dỡ vào năm 2013.

## Phần thưởng
Taussig được tặng thưởng sáu Ngôi sao Chiến trận do thành tích phục vụ trong Thế Chiến II, thêm tám Ngôi sao Chiến trận trong Chiến tranh Triều Tiên, và sáu Ngôi sao Chiến trận khác trong Chiến tranh Việt Nam.